# შ
Das Šin (შ) ist der 25. Buchstabe des georgischen Alphabets. Der Buchstabe stellt den Laut [⁠ʃ⁠] dar und wird im Deutschen mit dem Trigraphen sch transkribiert.
Heute wird im Mchedruli-Alphabet nur noch das შ verwendet. Im historischen Chutsuri-Alphabet gab es noch den Großbuchstaben Ⴘ; das kleingeschriebene Pendant dazu war das ⴘ.
Es war dem Zahlenwert 900 zugeordnet.

## Zeichenkodierung
Das Šin ist in Unicode an den Codepunkten U+10E8 (Mchedruli) bzw. U+10B8 (Chutsuri-Großbuchstabe) und U+2D18 (Chutsuri-Kleinbuchstabe) zu finden.